# Jewgienij Klimow
Jewgienij Dmitrijewicz Klimow (ros. Евгений Дмитриевич Климов, ur. 3 lutego 1994 w Permie) – rosyjski kombinator norweski i skoczek narciarski. Jako skoczek srebrny medalista Zimowych Igrzysk Olimpijskich 2022 w drużynie mieszanej. Trzykrotny olimpijczyk (2014, 2018 i 2022), uczestnik mistrzostw świata (2013, 2015, 2017, 2019 i 2021) oraz brązowy medalista mistrzostw świata juniorów. Zwycięzca Letniego Grand Prix 2018. Rekordzista Rosji w długości skoku narciarskiego. Pierwszy Rosjanin, który wygrał konkurs Pucharu Świata w skokach narciarskich.

## Przebieg kariery
Kombinację norweską zaczął trenować w 2003. Pierwszy raz na arenie międzynarodowej pojawił się w lutym 2011 podczas zimowego olimpijskiego festiwalu młodzieży Europy w Libercu. Zajął tam trzynaste miejsce w zawodach rozgrywanych metodą Gundersena oraz czwarte w sztafecie. Rok później wystąpił na mistrzostwach świata juniorów w Erzurum, gdzie był szósty w sprincie i piąty w drużynie. Na zawodach tego cyklu był też czwarty w sztafecie na MŚJ w Libercu w 2013 oraz w sprincie podczas MŚJ w Val di Fiemme w 2014. W latach 2013 i 2014 równocześnie wystartował też w zawodach skoków narciarskich na mistrzostwach świata juniorów. Na MŚJ w 2013 zajął siódme miejsce w drużynie, natomiast w 2014 zdobył brązowy medal w indywidualnym konkursie skoków, przegrywając tylko z Jakubem Wolnym i Patrickiem Streitlerem.
Wystartował w zawodach kombinacji norweskiej na mistrzostwach świata w Val di Fiemme, gdzie w konkursie drużynowym był dwunasty, a zawody metodą Gundersena na dużej skoczni ukończył na 49. pozycji. W Pucharze Świata w kombinacji norweskiej zadebiutował 30 listopada 2013 w Ruce, zajmując 30. miejsce. Były to jedyne punkty w zawodach tej rangi w kombinacji w karierze Klimowa. Wystąpił na Zimowych Igrzyskach Olimpijskich 2014, gdzie w zawodach rozgrywanych metodą Gundersena na skoczni normalnej był 45., a w konkursie drużynowym zajął 9. pozycję.
W sezonie 2014/2015 startował zarówno w zawodach kombinacji norweskiej, jak i skoków narciarskich. Na Zimowej Uniwersjadzie 2015, podczas gdy w kombinacji zajął 16. miejsce w starcie masowym, w skokach zdobył brązowy medal indywidualnie i złoty w drużynie. Wystąpił w zawodach skoków narciarskich na Mistrzostwach Świata 2015, zajmując 35. miejsce na skoczni dużej.
Od sezonu 2015/2016 zaprzestał startów w kombinacji norweskiej i skupił się na skokach narciarskich. We wrześniu 2015 wystąpił w zawodach Letniego Grand Prix, zajmując 14. lokatę w Czajkowskim. W Pucharze Świata w skokach narciarskich zadebiutował 22 listopada 2015, zajmując 32. miejsce w konkursie w Klingenthal. Pierwsze punkty w PŚ w skokach wywalczył w zawodach rozgrywanych w Niżnym Tagile 12 grudnia 2015, kiedy to zajął 18. miejsce. Był to najlepszy występ Klimowa w Pucharze Świata w sezonie, później jeszcze trzykrotnie zajmował w cyklu miejsca w trzeciej dziesiątce.
W sezonie 2016/2017 Pucharu Świata regularnie zajmował punktowane pozycje. 4 stycznia 2017 po raz pierwszy stanął na podium indywidualnego konkursu cyklu. Stało się to w Innsbrucku podczas 65. Turnieju Czterech Skoczni, kiedy to zajął trzecie miejsce w konkursie skróconym z powodu warunków atmosferycznych do jednej serii. Miejsca w najlepszej dziesiątce PŚ zajął jeszcze w sezonie dwukrotnie: był 10. w Zakopanem i 7. w Pjongczangu. W klasyfikacji generalnej sezon zakończył na 17. pozycji z 382 punktami. Wystąpił na Mistrzostwach Świata w Narciarstwie Klasycznym 2017. Indywidualnie zajął 22. miejsce na skoczni normalnej i 20. na dużej, a w zawodach drużynowych był 6. w zespole mieszanym i 9. w męskim.
W Letnim Grand Prix 2017 dwukrotnie stawał na podium, zajmując 2. i 3. pozycję w Czajkowskim. Cały cykl zakończył na 5. miejscu w klasyfikacji generalnej. W zimowej części sezonu 2017/2018 osiągał gorsze rezultaty. Tylko dwa razy zdobył punkty Pucharu Świata, zajmując miejsca w trzeciej dziesiątce. Wystąpił na Zimowych Igrzyskach Olimpijskich 2018. Indywidualnie był 30. na skoczni normalnej i 26. na dużej, a w drużynie zajął 7. pozycję.
W Letnim Grand Prix 2018 sześciokrotnie zajmował miejsca na podium: w Einsiedeln zajął 3. pozycję, w Courchevel zwyciężył, w Hakubie był dwukrotnie drugi, a w Râșnovie drugi i trzeci. Poza tym jeszcze dwukrotnie zajmował miejsca w najlepszej dziesiątce. Zwyciężył w klasyfikacji generalnej całego cyklu z ponad 100 punktami przewagi nad drugim Karlem Geigerem.
18 listopada 2018 w Wiśle, w zawodach inaugurujących sezon 2018/2019 Pucharu Świata, po raz pierwszy zwyciężył w konkursie tego cyklu. Tym samym stał się pierwszym rosyjskim skoczkiem w historii zawodów Pucharu Świata, który wygrał konkurs oraz pierwszym Rosjaninem, który został liderem klasyfikacji generalnej. Pozycję lidera utracił po kolejnym konkursie, rozgrywanym w Ruce, w którym zajął 31. miejsce. W dalszej części sezonu regularnie zdobywał punkty cyklu, najczęściej zajmując miejsca w drugiej dziesiątce. 3 lutego 2019 stanął na podium w konkursie lotów narciarskich w Oberstdorfie, w którym zajął 2. pozycję. Wystąpił na Mistrzostwach Świata w Narciarstwie Klasycznym 2019. Indywidualnie zajął 18. miejsce na skoczni dużej i 35. na normalnej, a w drużynie – 9. w zespole męskim i 7. w mieszanym. Sezon Pucharu Świata zakończył na 12. miejscu w klasyfikacji generalnej z 592. punktami.
W ramach Letniego Grand Prix 2019 zajął 3. miejsce w lipcowych zawodach w Wiśle, a miejsca w pierwszej dziesiątce zajął jeszcze w dwóch innych konkursach. W Pucharze Świata 2019/2020 punkty zdobył w około połowie startów, najczęściej zajmując miejsca w trzeciej dziesiątce. Najwyżej klasyfikowany był w ostatnim konkursie sezonu, w Lillehammer w ramach Raw Air 2020, gdzie zajął 7. pozycję. W klasyfikacji generalnej Pucharu Świata znalazł się na 31. miejscu ze 140 punktami.
W sezonie 2020/2021 Pucharu Świata w najlepszym występie, w grudniu 2020 w Niżnym Tagile, zajął 7. miejsce. W klasyfikacji generalnej cykl ukończył na 35. pozycji ze 110 punktami. Wystartówał na Mistrzostwach Świata w Lotach Narciarskich 2020, gdzie zajął 9. lokatę indywidualnie i 7. w drużynie. Wystąpił również na Mistrzostwach Świata w Narciarstwie Klasycznym 2021. Indywidualnie był 18. na skoczni normalnej i 23. na dużej, w drużynie mieszanej zajął 7., a w męskiej – 8. pozycję.
W lutym 2022 wystartował na Zimowych Igrzyskach Olimpijskich – indywidualnie zajął 5. miejsce na skoczni normalnej.
11 grudnia 2020, podczas pierwszej serii konkursu indywidualnego mistrzostw świata w lotach narciarskich, skokiem na odległość 237 metrów ustanowił rekord Rosji w długości skoku narciarskiego.

## Osiągnięcia – kombinacja norweska

### Igrzyska olimpijskie
| Miejsce | Dzień     | Rok  | Miejscowość     | Konkurencja           | Wynik zwycięzcy | Strata      | Zwycięzca    |
| ------- | --------- | ---- | --------------- | --------------------- | --------------- | ----------- | ------------ |
| 45.     | 12 lutego | 2014 | Krasnaja Polana | Gundersen HS106/10 km | 23:50,2 min     | +4:40,8 min | Eric Frenzel |
| 9.      | 20 lutego | 2014 | Krasnaja Polana | Sztafeta HS140/4x5 km | 47:13,5 min     | +5:36,3 min | Norwegia     |

### Mistrzostwa świata
| Miejsce | Dzień     | Rok  | Miejscowość   | Konkurencja           | Wynik zwycięzcy | Strata      | Zwycięzca    |
| ------- | --------- | ---- | ------------- | --------------------- | --------------- | ----------- | ------------ |
| 12.     | 24 lutego | 2013 | Val di Fiemme | Sztafeta HS106/4x5 km | 57:34,0 min     | +5:32,9 min | Francja      |
| 49.     | 28 lutego | 2013 | Val di Fiemme | Gundersen HS134/10 km | 27:22,8 min     | +1 okr.     | Eric Frenzel |

### Mistrzostwa świata juniorów
| Miejsce | Dzień       | Rok  | Miejscowość   | Konkurs               | Wynik       | Strata      | Zwycięzca           |
| ------- | ----------- | ---- | ------------- | --------------------- | ----------- | ----------- | ------------------- |
| 25.     | 22 lutego   | 2012 | Erzurum       | Gundersen HS109/10 km | 26:50,8 min | +1:40,8 min | Mattia Runggaldier  |
| 5.      | 24 lutego   | 2012 | Erzurum       | Sztafeta HS109/4x5 km | 51:16,9 min | +1:24,1 min | Austria             |
| 6.      | 25 lutego   | 2012 | Erzurum       | Sprint HS109/5 km     | 12:52,9 min | +24,2 s     | Øystein Granbu Lien |
| 26.     | 23 stycznia | 2013 | Liberec       | Gundersen HS100/10 km | 24:51,0 min | +2:30,1 min | Manuel Faißt        |
| 19.     | 25 stycznia | 2013 | Liberec       | Sprint HS100/5 km     | 11:49,4 min | +1:20,1 min | Manuel Faißt        |
| 4.      | 26 stycznia | 2013 | Liberec       | Sztafeta HS100/4x5 km | 47:46,9 min | +1:53,9 min | Niemcy              |
| 4.      | 1 lutego    | 2014 | Val di Fiemme | Sprint HS106/5 km     | 13:44,2 min | +13,0 s     | Philipp Orter       |
| 6.      | 2 lutego    | 2014 | Val di Fiemme | Sztafeta HS106/4x5 km | 53:57,6 min | +5:22,7 min | Austria             |

### Uniwersjada
| Miejsce | Dzień       | Rok  | Miejscowość         | Konkurencja               | Wynik zwycięzcy | Strata   | Zwycięzca    |
| ------- | ----------- | ---- | ------------------- | ------------------------- | --------------- | -------- | ------------ |
| 16.     | 29 stycznia | 2015 | Szczyrbskie Jezioro | Start wspólny 10 km/HS100 | 216,9 pkt       | 41,1 pkt | Adam Cieślar |

### Zimowy olimpijski festiwal młodzieży Europy
| Miejsce | Dzień     | Rok  | Miejscowość | Konkurencja                   | Wynik zwycięzcy | Strata  | Zwycięzca   |
| ------- | --------- | ---- | ----------- | ----------------------------- | --------------- | ------- | ----------- |
| 13.     | 15 lutego | 2011 | Liberec     | Gundersen HS100/7,5 km        | 19:31,1         | +2:48,9 | David Welde |
| 4.      | 17 lutego | 2011 | Liberec     | Sprint drużynowy HS100/2x5 km | 20:13,1         | +2:58,8 | Austria     |

### Puchar Świata

#### Miejsca w klasyfikacji generalnej
- sezon 2012/2013: niesklasyfikowany
- sezon 2013/2014: 80.
- sezon 2014/2015: niesklasyfikowany

#### Miejsca w poszczególnych konkursachPucharu Świata
| Sezon 2012/2013 |                                 |                              |                         |                           |                              |                              |                             |                              |                              |                                 |                          |                                |                                |                            |                            |                        |        |        |        |        |        |        |        |        |        |
| Lillehammer – Gundersen 10km | Lillehammer – Penalty Race 10km | Ruka – Gundersen 10km        | Ramsau – Gundersen 10km | Ramsau – Gundersen 10km   | Schonach – Gundersen 10km    | Chaux-Neuve – Gundersen 10km | Seefeld – Gundersen 10km    | Seefeld – Gundersen 10km     | Klingenthal – Gundersen 10km | Klingenthal – Penalty Race 10km | Soczi – Gundersen 10km   | Ałmaty – Gundersen 10km        | Ałmaty – Gundersen 10km        | Lahti – Gundersen 10km     | Oslo – Gundersen 10km      | Oslo – Gundersen 10km  | punkty | punkty | punkty | punkty | punkty | punkty | punkty | punkty | punkty |
| - | -                               | -                            | -                       | -                         | -                            | -                            | -                           | -                            | -                            | -                               | dns                      | -                              | -                              | -                          | -                          | -                      | 0      | 0      | 0      | 0      | 0      | 0      | 0      | 0      | 0      |
| Sezon 2013/2014 |                                 |                              |                         |                           |                              |                              |                             |                              |                              |                                 |                          |                                |                                |                            |                            |                        |        |        |        |        |        |        |        |        |        |
| Ruka – Gundersen 10km | Lillehammer – Gundersen 10km    | Lillehammer – Gundersen 10km | Ramsau – Gundersen 10km | Schonach – Gundersen 10km | Schonach – Gundersen 10km    | Czajkowski – Gundersen 10km  | Czajkowski – Gundersen 10km | Chaux-Neuve – Gundersen 10km | Seefeld – Gundersen 5km      | Seefeld – Gundersen 10km        | Seefeld – Gundersen 15km | Oberstdorf – Gundersen 10km    | Lahti – Gundersen 10km         | Trondheim – Gundersen 10km | Oslo – Gundersen 10km      | Falun – Gundersen 10km | punkty | punkty | punkty | punkty | punkty | punkty | punkty | punkty | punkty |
| 30 | -                               | 39                           | -                       | 46                        | 56                           | 39                           | 45                          | -                            | -                            | -                               | -                        | 40                             | 39                             | 41                         | 39                         | 43                     | 1      | 1      | 1      | 1      | 1      | 1      | 1      | 1      | 1      |
| Sezon 2014/2015 |                                 |                              |                         |                           |                              |                              |                             |                              |                              |                                 |                          |                                |                                |                            |                            |                        |        |        |        |        |        |        |        |        |        |
| Ruka – Gundersen 10km | Lillehammer – Gundersen 10km    | Lillehammer – Gundersen 10km | Ramsau – Gundersen 10km | Schonach – Gundersen 10km | Chaux-Neuve – Gundersen 10km | Chaux-Neuve – Gundersen 10km | Seefeld – Gundersen 5km     | Seefeld – Gundersen 10km     | Seefeld – Gundersen 15km     | Sapporo – Gundersen 10km        | Sapporo – Gundersen 10km | Val di Fiemme – Gundersen 10km | Val di Fiemme – Gundersen 10km | Lahti – Gundersen 10km     | Trondheim – Gundersen 10km | Oslo – Gundersen 10km  | punkty | punkty | punkty | punkty | punkty | punkty | punkty | punkty | punkty |
| 55 | 45                              | 44                           | 47                      | dnf                       | -                            | -                            | -                           | -                            | -                            | -                               | -                        | -                              | -                              | -                          | -                          | -                      | 0      | 0      | 0      | 0      | 0      | 0      | 0      | 0      | 0      |
| Legenda |                                 |                              |                         |                           |                              |                              |                             |                              |                              |                                 |                          |                                |                                |                            |                            |                        |        |        |        |        |        |        |        |        |        |
| 1 2 3 4-10 11-30 poniżej 30 dq – dyskwalifikacja - – zawodnik nie wystartował q – zawodnik nie zakwalifikował się DNF – zawodnik nie ukończył biegu DNS – zawodnik nie wystartował do biegu |                                 |                              |                         |                           |                              |                              |                             |                              |                              |                                 |                          |                                |                                |                            |                            |                        |        |        |        |        |        |        |        |        |        |

### Puchar Kontynentalny

#### Miejsca w klasyfikacji generalnej
- sezon 2011/2012: 98.
- sezon 2012/2013: 81.
- sezon 2013/2014: nie brał udziału
- sezon 2014/2015: 93.

#### Miejsca w poszczególnych konkursach Pucharu Kontynentalnego
| Sezon 2011/2012 |           |            |            |            |            |             |             |            |             |             |          |            |            |              |              |           |           |        |        |        |        |        |        |        |        |        |
| Park City | Park City | Park City  | Park City  | Eruzurm    | Erzurum    | Hoeydalsmo  | Hoeydalsmo  | Hoeydalsmo | Klingenthal | Klingenthal | Eisenerz | Eisenerz   | Kranj      | Predazzo     | Predazzo     | Kuopio    | punkty    | punkty | punkty | punkty | punkty | punkty | punkty | punkty | punkty |        |
| - | -         | -          | -          | 34         | 33         | -           | -           | -          | -           | -           | -        | -          | 26         | -            | -            | -         | 5         | 5      | 5      | 5      | 5      | 5      | 5      | 5      | 5      |        |
| Sezon 2012/2013 |           |            |            |            |            |             |             |            |             |             |          |            |            |              |              |           |           |        |        |        |        |        |        |        |        |        |
| Park City | Park City | Park City  | Wisła      | Czajkowski | Czajkowski | Klingenthal | Klingenthal | Eisenerz   | Eisenerz    | Planica     | Planica  | Hoeydalsmo | Hoeydalsmo | Örnsköldsvik | Örnsköldsvik | Rovaniemi | Rovaniemi | punkty | punkty | punkty | punkty | punkty | punkty | punkty | punkty | punkty |
| 39 | 43        | 41         | -          | 12         | -          | -           | -           | -          | -           | -           | -        | -          | -          | -            | -            | -         | -         | 22     | 22     | 22     | 22     | 22     | 22     | 22     | 22     | 22     |
| Sezon 2014/2015 |           |            |            |            |            |             |             |            |             |             |          |            |            |              |              |           |           |        |        |        |        |        |        |        |        |        |
| Park City | Park City | Hoeydalsmo | Hoeydalsmo | Falun      | Planica    | Planica     | Ramsau      | Ramsau     | Klingenthal | Ruka        | Ruka     | Czajkowski | Czajkowski | Czajkowski   | punkty       | punkty    | punkty    | punkty | punkty | punkty | punkty | punkty | punkty |        |        |        |
| - | -         | 33         | 32         | 28         | -          | -           | 29          | 32         | -           | -           | -        | -          | -          | -            | 5            | 5         | 5         | 5      | 5      | 5      | 5      | 5      | 5      |        |        |        |
| Legenda |           |            |            |            |            |             |             |            |             |             |          |            |            |              |              |           |           |        |        |        |        |        |        |        |        |        |
| 1 2 3 4-10 11-30 poniżej 30 - – zawodnik nie wystartował q – zawodnik nie zakwalifikował się DNF – zawodnik nie ukończył biegu DNS – zawodnik nie wystartował do biegu |           |            |            |            |            |             |             |            |             |             |          |            |            |              |              |           |           |        |        |        |        |        |        |        |        |        |

### Letnie Grand Prix

#### Miejsca w klasyfikacji generalnej
- 2013: niesklasyfikowany
- 2014: niesklasyfikowany

#### Miejsca w poszczególnych konkursach LGP
| 2013 |         |            |            |        |        |        |        |        |        |        |        |        |        |
| Oberwiesenthal | Villach | Oberstdorf | Oberstdorf | punkty | punkty | punkty | punkty | punkty | punkty | punkty | punkty | punkty | punkty |
| 41 | 50      | 44         | -          | 0      | 0      | 0      | 0      | 0      | 0      | 0      | 0      | 0      | 0      |
| 2014 |         |            |            |        |        |        |        |        |        |        |        |        |        |
| Oberwiesenthal | Villach | Oberstdorf | Oberstdorf | punkty | punkty | punkty | punkty | punkty | punkty | punkty | punkty | punkty | punkty |
| 45 | 48      | 52         | -          | 0      | 0      | 0      | 0      | 0      | 0      | 0      | 0      | 0      | 0      |
| Legenda |         |            |            |        |        |        |        |        |        |        |        |        |        |
| 1 2 3 4-10 11-30 poniżej 30 – – zawodnik nie wystartował q – zawodnik nie zakwalifikował się DNF – zawodnik nie ukończył biegu DNS – zawodnik nie wystartował do biegu |         |            |            |        |        |        |        |        |        |        |        |        |        |

## Osiągnięcia – skoki narciarskie

### Igrzyska olimpijskie

#### Indywidualnie
| 2018 Pjongczang        | – | 30. miejsce (K-98), 26. miejsce (K-125) |
| 2022 Pekin/Zhangjiakou | – | 5. miejsce (K-95), 18. miejsce (K-125)  |

#### Drużynowo
| 2018 Pjongczang        | – | 7. miejsce                                        |
| 2022 Pekin/Zhangjiakou | – | srebrny medal (drużyna mieszana/K-95), 7. miejsce |

#### Starty J. Klimowa na igrzyskach olimpijskich – szczegółowo
| Miejsce | Dzień     | Rok  | Miejscowość | Skocznia              | Punkt K | HS     | Konkurs    | Skok 1  | Skok 2  | Nota                  | Strata    | Zwycięzca         |
| ------- | --------- | ---- | ----------- | --------------------- | ------- | ------ | ---------- | ------- | ------- | --------------------- | --------- | ----------------- |
| 30.     | 10 lutego | 2018 | Pjongczang  | Alpensia Jumping Park | K-98    | HS-109 | indywid.   | 94,5 m  | 81,5 m  | 168,2 pkt             | 91,1 pkt  | Andreas Wellinger |
| 26.     | 17 lutego | 2018 | Pjongczang  | Alpensia Jumping Park | K-125   | HS-142 | indywid.   | 125,0 m | 118,0 m | 220,6 pkt             | 65,1 pkt  | Kamil Stoch       |
| 7.      | 19 lutego | 2018 | Pjongczang  | Alpensia Jumping Park | K-125   | HS-142 | druż.      | 123,0 m | 122,0 m | 809,8 pkt (219,8 pkt) | 288,7 pkt | Norwegia          |
| 5.      | 6 lutego  | 2022 | Zhangjiakou | Snow Ruyi             | K-95    | HS-106 | indywid.   | 104,0 m | 100,0 m | 261,5 pkt             | 13,5 pkt  | Ryōyū Kobayashi   |
| 2.      | 7 lutego  | 2022 | Zhangjiakou | Snow Ruyi             | K-95    | HS-106 | druż. mix. | 100,5 m | 103,0 m | 890,3 pkt (257,1 pkt) | 111,2 pkt | Słowenia          |
| 18.     | 12 lutego | 2022 | Zhangjiakou | Snow Ruyi             | K-125   | HS-140 | indywid.   | 133,0 m | 132,5 m | 255,5 pkt             | 40,6 pkt  | Marius Lindvik    |
| 7.      | 14 lutego | 2022 | Zhangjiakou | Snow Ruyi             | K-125   | HS-140 | druż.      | 118,0 m | 121,0 m | 806,5 pkt (205,8 pkt) | 136,2 pkt | Austria           |

### Mistrzostwa świata

#### Indywidualnie
| 2015 Falun             | – | 35. miejsce (K-120)                     |
| 2017 Lahti             | – | 22. miejsce (K-90), 20. miejsce (K-116) |
| 2019 Seefeld/Innsbruck | – | 18. miejsce (K-120), 35. miejsce (K-99) |
| 2021 Oberstdorf        | – | 18. miejsce (K-95), 23. miejsce (K-120) |

#### Drużynowo
| 2017 Lahti             | – | 6. miejsce (drużyna mieszana/K-90), 9. miejsce (K-116) |
| 2019 Seefeld/Innsbruck | – | 9. miejsce (K-120), 7. miejsce (drużyna mieszana/K-99) |
| 2021 Oberstdorf        | – | 7. miejsce (drużyna mieszana/K-95), 8. miejsce (K-120) |

#### Starty J. Klimowa na mistrzostwach świata – szczegółowo
| Miejsce | Dzień     | Rok  | Miejscowość | Skocznia                   | Punkt K | HS     | Konkurs    | Skok 1  | Skok 2  | Nota                  | Strata    | Zwycięzca           |
| ------- | --------- | ---- | ----------- | -------------------------- | ------- | ------ | ---------- | ------- | ------- | --------------------- | --------- | ------------------- |
| 35.     | 26 lutego | 2015 | Falun       | Lugnet                     | K-120   | HS-134 | indywid.   | 112,5 m | –       | 86,7 pkt              | 182,0 pkt | Severin Freund      |
| 22.     | 25 lutego | 2017 | Lahti       | Salpausselkä               | K-90    | HS-100 | indywid.   | 91,5 m  | 90,5 m  | 230,5 pkt             | 40,3 pkt  | Stefan Kraft        |
| 6.      | 26 lutego | 2017 | Lahti       | Salpausselkä               | K-90    | HS-100 | druż. mix. | 85,5 m  | 88,0 m  | 864,0 pkt (225,9 pkt) | 171,5 pkt | Niemcy              |
| 20.     | 2 marca   | 2017 | Lahti       | Salpausselkä               | K-116   | HS-130 | indywid.   | 120,0 m | 117,5 m | 234,3 pkt             | 45,0 pkt  | Stefan Kraft        |
| 9.      | 4 marca   | 2017 | Lahti       | Salpausselkä               | K-116   | HS-130 | druż.      | 118,5 m | –       | 473,4 pkt (127,8 pkt) | 630,8 pkt | Polska              |
| 18.     | 23 lutego | 2019 | Innsbruck   | Bergisel                   | K-120   | HS-130 | indywid.   | 126,5 m | 121,0 m | 229,1 pkt             | 50,3 pkt  | Markus Eisenbichler |
| 9.      | 24 lutego | 2019 | Innsbruck   | Bergisel                   | K-120   | HS-130 | druż.      | 123,5 m | –       | 370,9 pkt (115,3 pkt) | 616,6 pkt | Niemcy              |
| 35.     | 1 marca   | 2019 | Seefeld     | Toni-Seelos-Olympiaschanze | K-99    | HS-109 | indywid.   | 92,0 m  | –       | 81,6 pkt              | 136,7 pkt | Dawid Kubacki       |
| 7.      | 2 marca   | 2019 | Seefeld     | Toni-Seelos-Olympiaschanze | K-99    | HS-109 | druż. mix. | 101,5 m | 99,0 m  | 896,2 pkt (236,7 pkt) | 116,0 pkt | Niemcy              |
| 18.     | 27 lutego | 2021 | Oberstdorf  | Schattenbergschanze        | K-95    | HS-106 | indywid.   | 103,0 m | 95,0 m  | 239,6 pkt             | 29,2 pkt  | Piotr Żyła          |
| 7.      | 28 lutego | 2021 | Oberstdorf  | Schattenbergschanze        | K-95    | HS-106 | druż. mix. | 92,0 m  | 89,0 m  | 805,4 pkt (210,1 pkt) | 195,4 pkt | Niemcy              |
| 23.     | 5 marca   | 2021 | Oberstdorf  | Schattenbergschanze        | K-120   | HS-137 | indywid.   | 121,0 m | 126,0 m | 215,8 pkt             | 60,7 pkt  | Stefan Kraft        |
| 8.      | 6 marca   | 2021 | Oberstdorf  | Schattenbergschanze        | K-120   | HS-137 | druż.      | 117,0 m | 121,0 m | 778,2 pkt (202,1 pkt) | 268,4 pkt | Niemcy              |

### Mistrzostwa świata w lotach narciarskich

#### Indywidualnie
| 2020 Planica | – | 9. miejsce |

#### Drużynowo
| 2020 Planica | – | 7. miejsce |

#### Starty J. Klimowa na mistrzostwach świata w lotach – szczegółowo
| Miejsce | Dzień         | Rok  | Miejscowość | Skocznia  | Punkt K | HS     | Konkurs  | Skok 1  | Skok 2  | Skok 3  | Skok 4  | Nota                   | Strata    | Zwycięzca   |
| ------- | ------------- | ---- | ----------- | --------- | ------- | ------ | -------- | ------- | ------- | ------- | ------- | ---------------------- | --------- | ----------- |
| 9.      | 11–12 grudnia | 2020 | Planica     | Letalnica | K-200   | HS-240 | indywid. | 237,0 m | 208,0 m | 222,5 m | 220,0 m | 802,2 pkt              | 75,0 pkt  | Karl Geiger |
| 7.      | 13 grudnia    | 2020 | Planica     | Letalnica | K-200   | HS-240 | druż.    | 193,0 m | 193,0 m | 203,5 m | 203,5 m | 1356,3 pkt (361,9 pkt) | 371,4 pkt | Norwegia    |

### Mistrzostwa świata juniorów

#### Indywidualnie
| 2014 Val di Fiemme/Predazzo | – | brązowy medal |

#### Drużynowo
| 2013 Liberec | – | 7. miejsce |

#### Starty J. Klimowa na mistrzostwach świata juniorów – szczegółowo
| Miejsce | Dzień       | Rok  | Miejscowość | Skocznia           | Punkt K | HS     | Konkurs  | Skok 1 | Skok 2 | Nota                  | Strata    | Zwycięzca   |
| ------- | ----------- | ---- | ----------- | ------------------ | ------- | ------ | -------- | ------ | ------ | --------------------- | --------- | ----------- |
| 7.      | 26 stycznia | 2013 | Liberec     | Ještěd             | K-90    | HS-100 | druż.    | 95,5 m | 93,5 m | 929,5 pkt (245,5 pkt) | 157,0 pkt | Słowenia    |
| 3.      | 31 stycznia | 2014 | Predazzo    | Trampolino Dal Ben | K-95    | HS-106 | indywid. | 90,5 m | 97,0 m | 229,7 pkt             | 1,8 pkt   | Jakub Wolny |

### Uniwersjada

#### Indywidualnie
| 2015 Szczyrbskie Jezioro | – | brązowy medal |

#### Drużynowo
| 2015 Szczyrbskie Jezioro | – | złoty medal |

#### Starty J. Klimowa na uniwersjadzie – szczegółowo
| Miejsce | Dzień       | Rok  | Miejscowość         | Skocznia  | Punkt K | HS     | Konkurs  | Skok 1 | Skok 2 | Nota                  | Strata  | Zwycięzca          |
| ------- | ----------- | ---- | ------------------- | --------- | ------- | ------ | -------- | ------ | ------ | --------------------- | ------- | ------------------ |
| 3.      | 27 stycznia | 2015 | Szczyrbskie Jezioro | MS 1970 B | K-90    | HS-100 | indywid. | 92,5 m | 91,5 m | 241,7 pkt             | 7,1 pkt | Władimir Zografski |
| 1.      | 1 lutego    | 2015 | Szczyrbskie Jezioro | MS 1970 B | K-90    | HS-100 | druż.    | 96,5 m | 98,0 m | 723,2 pkt (249,5 pkt) | –       | –                  |

### Puchar Świata

#### Miejsca w klasyfikacji generalnej
| Sezon     | Miejsce |
| --------- | ------- |
| 2015/2016 | 56.     |
| 2016/2017 | 17.     |
| 2017/2018 | 65.     |
| 2018/2019 | 12.     |
| 2019/2020 | 31.     |
| 2020/2021 | 35.     |
| 2021/2022 | 34.     |

#### Zwycięstwa w konkursach indywidualnych Pucharu Świata chronologicznie
| Nr | Dzień        | Rok  | Miejscowość | Skocznia          | Punkt K | HS     | Skok 1  | Skok 2  | Nota      | Przypisy |
| -- | ------------ | ---- | ----------- | ----------------- | ------- | ------ | ------- | ------- | --------- | -------- |
| 1. | 18 listopada | 2018 | Wisła       | im. Adama Małysza | K-120   | HS-134 | 127,5 m | 131,5 m | 263,4 pkt | –        |

#### Miejsca na podium w konkursach indywidualnych Pucharu Świata chronologicznie
| Nr | Dzień        | Rok  | Miejscowość | Skocznia              | Punkt K | HS     | Skok 1  | Skok 2  | Nota      | Lok. | Strata  | Zwycięzca          |
| -- | ------------ | ---- | ----------- | --------------------- | ------- | ------ | ------- | ------- | --------- | ---- | ------- | ------------------ |
| 1. | 4 stycznia   | 2017 | Innsbruck   | Bergisel              | K-120   | HS-130 | 127,0 m | –       | 119,1 pkt | 3.   | 6,6 pkt | Daniel-André Tande |
| 2. | 18 listopada | 2018 | Wisła       | im. Adama Małysza     | K-120   | HS-134 | 127,5 m | 131,5 m | 263,4 pkt | 1.   | –       | –                  |
| 3. | 3 lutego     | 2019 | Oberstdorf  | im. Heiniego Klopfera | K-200   | HS-235 | 220,5 m | 223,5 m | 407,9 pkt | 2.   | 5,3 pkt | Kamil Stoch        |

#### Miejsca w poszczególnych konkursach indywidualnychPucharu Świata
| Źródło | Źródło            | Źródło            | Źródło            | Źródło                 | Źródło            | Źródło            | Źródło           | Źródło                       | Źródło           | Źródło                       | Źródło                 | Źródło                 | Źródło                 | Źródło                 | Źródło                 | Źródło                 | Źródło            | Źródło            | Źródło                | Źródło                | Źródło            | Źródło          | Źródło            | Źródło           | Źródło                 | Źródło            | Źródło        | Źródło        | Źródło | Źródło | Źródło | Źródło | Źródło | Źródło | Źródło | Źródło | Źródło | Źródło | Źródło | Źródło | Źródło | Źródło | Źródło | Źródło | Źródło | Źródło | Źródło | Źródło | Źródło |
| --- | ----------------- | ----------------- | ----------------- | ---------------------- | ----------------- | ----------------- | ---------------- | ---------------------------- | ---------------- | ---------------------------- | ---------------------- | ---------------------- | ---------------------- | ---------------------- | ---------------------- | ---------------------- | ----------------- | ----------------- | --------------------- | --------------------- | ----------------- | --------------- | ----------------- | ---------------- | ---------------------- | ----------------- | ------------- | ------------- | ------ | ------ | ------ | ------ | ------ | ------ | ------ | ------ | ------ | ------ | ------ | ------ | ------ | ------ | ------ | ------ | ------ | ------ | ------ | ------ | ------ |
| Sezon 2015/2016 |                   |                   |                   |                        |                   |                   |                  |                              |                  |                              |                        |                        |                        |                        |                        |                        |                   |                   |                       |                       |                   |                 |                   |                  |                        |                   |               |               |        |        |        |        |        |        |        |        |        |        |        |        |        |        |        |        |        |        |        |        |        |
| Klingenthal HS140 | Lillehammer HS100 | Lillehammer HS100 | Niżny Tagił HS134 | Niżny Tagił HS134      | Engelberg HS137   | Engelberg HS137   | Oberstdorf HS137 | Garmisch-Partenkirchen HS140 | Innsbruck HS130  | Bischofshofen HS140          | Willingen HS145        | Zakopane HS134         | Sapporo HS134          | Sapporo HS134          | Trondheim HS140        | Vikersund HS225        | Vikersund HS225   | Vikersund HS225   | Lahti HS130           | Lahti HS100           | Kuopio HS127      | Ałmaty HS140    | Ałmaty HS140      | Wisła HS134      | Titisee-Neustadt HS142 | Planica HS225     | Planica HS225 | Planica HS225 | punkty |        |        |        |        |        |        |        |        |        |        |        |        |        |        |        |        |        |        |        |        |
| 32 | 35                | 35                | 18                | 46                     | -                 | -                 | 28               | 43                           | q                | q                            | 41                     | 28                     | -                      | -                      | 50                     | 41                     | q                 | q                 | 46                    | q                     | -                 | 29              | 38                | -                | -                      | -                 | -             | -             | 21     |        |        |        |        |        |        |        |        |        |        |        |        |        |        |        |        |        |        |        |        |
| Sezon 2016/2017 |                   |                   |                   |                        |                   |                   |                  |                              |                  |                              |                        |                        |                        |                        |                        |                        |                   |                   |                       |                       |                   |                 |                   |                  |                        |                   |               |               |        |        |        |        |        |        |        |        |        |        |        |        |        |        |        |        |        |        |        |        |        |
| Ruka HS142 | Ruka HS142        | Klingenthal HS140 | Lillehammer HS138 | Lillehammer HS138      | Engelberg HS140   | Engelberg HS140   | Oberstdorf HS137 | Garmisch-Partenkirchen HS140 | Innsbruck HS130  | Bischofshofen HS140          | Wisła HS134            | Wisła HS134            | Zakopane HS134         | Willingen HS145        | Oberstdorf HS225       | Oberstdorf HS225       | Sapporo HS137     | Sapporo HS137     | Pjongczang HS140      | Pjongczang HS109      | Oslo HS134        | Trondheim HS140 | Vikersund HS225   | Planica HS225    | Planica HS225          | punkty            | punkty        | punkty        | punkty | punkty | punkty | punkty | punkty | punkty | punkty | punkty | punkty | punkty | punkty | punkty | punkty | punkty | punkty | punkty |        |        |        |        |        |
| 45 | 12                | 16                | 39                | 20                     | 18                | 16                | 13               | 18                           | 3                | 16                           | 38                     | 19                     | 10                     | 11                     | 17                     | 18                     | 16                | 42                | 12                    | 7                     | -                 | 12              | 36                | 29               | 19                     | 382               | 382           | 382           | 382    | 382    | 382    | 382    | 382    | 382    | 382    | 382    | 382    | 382    | 382    | 382    | 382    | 382    | 382    | 382    |        |        |        |        |        |
| Sezon 2017/2018 |                   |                   |                   |                        |                   |                   |                  |                              |                  |                              |                        |                        |                        |                        |                        |                        |                   |                   |                       |                       |                   |                 |                   |                  |                        |                   |               |               |        |        |        |        |        |        |        |        |        |        |        |        |        |        |        |        |        |        |        |        |        |
| Wisła HS134 | Ruka HS142        | Niżny Tagił HS134 | Niżny Tagił HS134 | Titisee-Neustadt HS142 | Engelberg HS140   | Engelberg HS140   | Oberstdorf HS137 | Garmisch-Partenkirchen HS140 | Innsbruck HS130  | Bischofshofen HS140          | Bad Mitterndorf HS235  | Zakopane HS140         | Willingen HS145        | Willingen HS145        | Lahti HS130            | Oslo HS134             | Lillehammer HS140 | Trondheim HS140   | Vikersund HS240       | Planica HS240         | Planica HS240     | punkty          | punkty            | punkty           | punkty                 | punkty            | punkty        | punkty        | punkty | punkty | punkty | punkty | punkty | punkty | punkty | punkty | punkty | punkty | punkty | punkty |        |        |        |        |        |        |        |        |        |
| 49 | q                 | 48                | 39                | q                      | -                 | -                 | 44               | 26                           | q                | -                            | -                      | -                      | -                      | -                      | 29                     | 50                     | q                 | 32                | 33                    | q                     | -                 | 7               | 7                 | 7                | 7                      | 7                 | 7             | 7             | 7      | 7      | 7      | 7      | 7      | 7      | 7      | 7      | 7      | 7      | 7      | 7      |        |        |        |        |        |        |        |        |        |
| Sezon 2018/2019 |                   |                   |                   |                        |                   |                   |                  |                              |                  |                              |                        |                        |                        |                        |                        |                        |                   |                   |                       |                       |                   |                 |                   |                  |                        |                   |               |               |        |        |        |        |        |        |        |        |        |        |        |        |        |        |        |        |        |        |        |        |        |
| Wisła HS134 | Ruka HS142        | Ruka HS142        | Niżny Tagił HS134 | Niżny Tagił HS134      | Engelberg HS140   | Engelberg HS140   | Oberstdorf HS137 | Garmisch-Partenkirchen HS142 | Innsbruck HS130  | Bischofshofen HS142          | Predazzo HS135         | Predazzo HS135         | Zakopane HS140         | Sapporo HS137          | Sapporo HS137          | Oberstdorf HS235       | Oberstdorf HS235  | Oberstdorf HS235  | Lahti HS130           | Willingen HS145       | Willingen HS145   | Oslo HS134      | Lillehammer HS140 | Trondheim HS138  | Vikersund HS240        | Planica HS240     | Planica HS240 | punkty        | punkty | punkty | punkty | punkty | punkty | punkty | punkty | punkty | punkty | punkty | punkty | punkty | punkty | punkty | punkty | punkty | punkty | punkty |        |        |        |
| 1 | 31                | 26                | 11                | 8                      | 5                 | 8                 | 20               | 16                           | 19               | 26                           | -                      | -                      | 11                     | -                      | -                      | 23                     | 29                | 2                 | -                     | 7                     | 13                | 22              | 11                | 6                | 14                     | 11                | 10            | 592           | 592    | 592    | 592    | 592    | 592    | 592    | 592    | 592    | 592    | 592    | 592    | 592    | 592    | 592    | 592    | 592    | 592    | 592    |        |        |        |
| Sezon 2019/2020 |                   |                   |                   |                        |                   |                   |                  |                              |                  |                              |                        |                        |                        |                        |                        |                        |                   |                   |                       |                       |                   |                 |                   |                  |                        |                   |               |               |        |        |        |        |        |        |        |        |        |        |        |        |        |        |        |        |        |        |        |        |        |
| Wisła HS134 | Ruka HS142        | Niżny Tagił HS134 | Niżny Tagił HS134 | Klingenthal HS140      | Engelberg HS140   | Engelberg HS140   | Oberstdorf HS137 | Garmisch-Partenkirchen HS142 | Innsbruck HS130  | Bischofshofen HS142          | Predazzo HS104         | Predazzo HS104         | Titisee-Neustadt HS142 | Titisee-Neustadt HS142 | Zakopane HS140         | Sapporo HS137          | Sapporo HS137     | Willingen HS145   | Bad Mitterndorf HS235 | Bad Mitterndorf HS235 | Râșnov HS97       | Râșnov HS97     | Lahti HS130       | Lahti HS130      | Lillehammer HS140      | Lillehammer HS140 | punkty        | punkty        | punkty | punkty | punkty | punkty | punkty | punkty | punkty | punkty | punkty | punkty | punkty | punkty | punkty | punkty | punkty | punkty | punkty |        |        |        |        |
| 40 | -                 | 41                | 50                | 37                     | 16                | 37                | 22               | 22                           | q                | 39                           | 22                     | q                      | 11                     | 45                     | 24                     | 38                     | 28                | -                 | -                     | -                     | 23                | 35              | 19                | 30               | 24                     | 7                 | 140           | 140           | 140    | 140    | 140    | 140    | 140    | 140    | 140    | 140    | 140    | 140    | 140    | 140    | 140    | 140    | 140    | 140    | 140    |        |        |        |        |
| Sezon 2020/2021 |                   |                   |                   |                        |                   |                   |                  |                              |                  |                              |                        |                        |                        |                        |                        |                        |                   |                   |                       |                       |                   |                 |                   |                  |                        |                   |               |               |        |        |        |        |        |        |        |        |        |        |        |        |        |        |        |        |        |        |        |        |        |
| Wisła HS134 | Ruka HS142        | Ruka HS142        | Niżny Tagił HS134 | Niżny Tagił HS134      | Engelberg HS140   | Engelberg HS140   | Oberstdorf HS137 | Garmisch-Partenkirchen HS142 | Innsbruck HS128  | Bischofshofen HS142          | Titisee-Neustadt HS142 | Titisee-Neustadt HS142 | Zakopane HS140         | Lahti HS130            | Willingen HS147        | Willingen HS147        | Klingenthal HS140 | Klingenthal HS140 | Zakopane HS140        | Zakopane HS140        | Râșnov HS97       | Planica HS240   | Planica HS240     | Planica HS240    | punkty                 | punkty            | punkty        | punkty        | punkty | punkty | punkty | punkty | punkty | punkty | punkty | punkty | punkty | punkty | punkty | punkty | punkty | punkty | punkty |        |        |        |        |        |        |
| 31 | -                 | -                 | 7                 | 29                     | 17                | 36                | 26               | 50                           | 47               | 23                           | 41                     | 19                     | -                      | -                      | -                      | -                      | -                 | -                 | 27                    | 29                    | 20                | -               | 15                | -                | 110                    | 110               | 110           | 110           | 110    | 110    | 110    | 110    | 110    | 110    | 110    | 110    | 110    | 110    | 110    | 110    | 110    | 110    | 110    |        |        |        |        |        |        |
| Sezon 2021/2022 |                   |                   |                   |                        |                   |                   |                  |                              |                  |                              |                        |                        |                        |                        |                        |                        |                   |                   |                       |                       |                   |                 |                   |                  |                        |                   |               |               |        |        |        |        |        |        |        |        |        |        |        |        |        |        |        |        |        |        |        |        |        |
| Niżny Tagił HS134 | Niżny Tagił HS134 | Ruka HS142        | Ruka HS142        | Wisła HS134            | Klingenthal HS140 | Klingenthal HS140 | Engelberg HS140  | Engelberg HS140              | Oberstdorf HS137 | Garmisch-Partenkirchen HS142 | Bischofshofen HS142    | Bischofshofen HS142    | Bischofshofen HS142    | Zakopane HS140         | Titisee-Neustadt HS142 | Titisee-Neustadt HS142 | Willingen HS147   | Willingen HS147   | Lahti HS130           | Lahti HS130           | Lillehammer HS140 | Oslo HS134      | Oslo HS134        | Oberstdorf HS235 | Oberstdorf HS235       | Planica HS240     | Planica HS240 | punkty        | punkty | punkty | punkty | punkty | punkty | punkty | punkty | punkty | punkty | punkty | punkty | punkty | punkty | punkty | punkty | punkty | punkty | punkty |        |        |        |
| 20 | q                 | 28                | 16                | 30                     | 36                | 46                | 14               | 5                            | 15               | 19                           | 33                     | 30                     | 33                     | 29                     | 24                     | 26                     | -                 | -                 | 14                    | 22                    | -                 | -               | -                 | -                | -                      | -                 | -             | 163           | 163    | 163    | 163    | 163    | 163    | 163    | 163    | 163    | 163    | 163    | 163    | 163    | 163    | 163    | 163    | 163    | 163    | 163    |        |        |        |
| Legenda |                   |                   |                   |                        |                   |                   |                  |                              |                  |                              |                        |                        |                        |                        |                        |                        |                   |                   |                       |                       |                   |                 |                   |                  |                        |                   |               |               |        |        |        |        |        |        |        |        |        |        |        |        |        |        |        |        |        |        |        |        |        |
| 1 2 3 4-10 11-30 poniżej 30 dq – dyskwalifikacja q – dyskwalifikacja w kwalifikacjach q – zawodnik nie zakwalifikował się - – zawodnik nie wystartował |                   |                   |                   |                        |                   |                   |                  |                              |                  |                              |                        |                        |                        |                        |                        |                        |                   |                   |                       |                       |                   |                 |                   |                  |                        |                   |               |               |        |        |        |        |        |        |        |        |        |        |        |        |        |        |        |        |        |        |        |        |        |

#### Miejsca w poszczególnych konkursach drużynowychPucharu Świata
| Sezon 2015/2016                                  | Sezon 2015/2016 | Sezon 2015/2016 | Sezon 2015/2016 | Klingenthal HS140      | Willingen HS145 | Zakopane HS134          | Oslo HS134     | Kuopio HS127        | Planica HS225 |
| Sezon 2015/2016                                  | Sezon 2015/2016 | Sezon 2015/2016 | Sezon 2015/2016 | 10                     | 9               | 9                       | 8              | -                   | -             |
| Sezon 2016/2017                                  | Sezon 2016/2017 | Sezon 2016/2017 | Sezon 2016/2017 | Klingenthal HS140      | Zakopane HS134  | Willingen HS145         | Oslo HS134     | Vikersund HS225     | Planica HS225 |
| Sezon 2016/2017                                  | Sezon 2016/2017 | Sezon 2016/2017 | Sezon 2016/2017 | 9                      | 7               | 6                       | -              | 11                  | 12            |
| Sezon 2017/2018                                  | Sezon 2017/2018 | Wisła HS134     | Ruka HS142      | Titisee-Neustadt HS142 | Zakopane HS140  | Lahti HS130             | Oslo HS134     | Vikersund HS240     | Planica HS240 |
| Sezon 2017/2018                                  | Sezon 2017/2018 | 8               | 8               | 11                     | -               | 8                       | 8              | 7                   | 7             |
| Sezon 2018/2019                                  | Sezon 2018/2019 | Sezon 2018/2019 | Wisła HS134     | Zakopane HS140         | Lahti HS130     | Willingen HS145         | Oslo HS134     | Vikersund HS240     | Planica HS240 |
| Sezon 2018/2019                                  | Sezon 2018/2019 | Sezon 2018/2019 | 6               | 10                     | -               | 10                      | 9              | 7                   | 10            |
| Sezon 2019/2020                                  | Sezon 2019/2020 | Sezon 2019/2020 | Sezon 2019/2020 | Sezon 2019/2020        | Wisła HS134     | Klingenthal HS140       | Zakopane HS140 | Lahti HS130         | Oslo HS134    |
| Sezon 2019/2020                                  | Sezon 2019/2020 | Sezon 2019/2020 | Sezon 2019/2020 | Sezon 2019/2020        | 10              | 8                       | 9              | 9                   | 8             |
| Sezon 2020/2021                                  | Sezon 2020/2021 | Sezon 2020/2021 | Sezon 2020/2021 | Sezon 2020/2021        | Wisła HS134     | Zakopane HS140          | Lahti HS130    | Râșnov HS97 (mikst) | Planica HS240 |
| Sezon 2020/2021                                  | Sezon 2020/2021 | Sezon 2020/2021 | Sezon 2020/2021 | Sezon 2020/2021        | 7               | -                       | -              | 6                   | 7             |
| Sezon 2021/2022                                  | Sezon 2021/2022 | Sezon 2021/2022 | Wisła HS134     | Bischofshofen HS142    | Zakopane HS140  | Willingen HS147 (mikst) | Lahti HS130    | Oslo HS134 (mikst)  | Planica HS240 |
| Sezon 2021/2022                                  | Sezon 2021/2022 | Sezon 2021/2022 | 7               | 7                      | 7               | -                       | 8              | -                   | -             |
| Legenda                                          |                 |                 |                 |                        |                 |                         |                |                     |               |
| 1 2 3 4-8 poniżej 8 - – zawodnik nie wystartował |                 |                 |                 |                        |                 |                         |                |                     |               |

#### Turniej Czterech Skoczni

##### Miejsca w klasyfikacji generalnej
| Sezon     | Miejsce |
| --------- | ------- |
| 2015/2016 | 41.     |
| 2016/2017 | 12.     |
| 2017/2018 | 43.     |
| 2018/2019 | 15.     |
| 2019/2020 | 30.     |
| 2020/2021 | 34.     |
| 2021/2022 | 19.     |

#### Raw Air

##### Miejsca w klasyfikacji generalnej
| Sezon | Miejsce |
| ----- | ------- |
| 2017  | 40.     |
| 2018  | 34.     |
| 2019  | 10.     |
| 2020  | 13.     |

#### Willingen Five

##### Miejsca w klasyfikacji generalnej
| Sezon | Miejsce | Źr.    |
| ----- | ------- | ------ |
| 2019  | 8.      | [ 22 ] |

#### Planica 7

##### Miejsca w klasyfikacji generalnej
| Sezon | Miejsce | Źr.    |
| ----- | ------- | ------ |
| 2018  | 44.     | [ 23 ] |
| 2019  | 22.     | [ 24 ] |
| 2021  | 31.     | [ 25 ] |

#### Titisee-Neustadt Five

##### Miejsca w klasyfikacji generalnej
| Sezon | Miejsce |
| ----- | ------- |
| 2020  | 32.     |

#### Puchar Świata w lotach

##### Miejsca w klasyfikacji generalnej
| Sezon     | Miejsce |
| --------- | ------- |
| 2016/2017 | 23.     |
| 2018/2019 | 10.     |
| 2020/2021 | 25.     |

### Letnie Grand Prix

#### Miejsca w klasyfikacji generalnej
| Sezon | Miejsce |
| ----- | ------- |
| 2015  | 66.     |
| 2016  | 48.     |
| 2017  | 5.      |
| 2018  | 1.      |
| 2019  | 9.      |
| 2021  | 24.     |

#### Zwycięstwa w konkursach indywidualnychLGPchronologicznie
| Nr | Dzień       | Rok  | Miejscowość | Skocznia         | Punkt K | HS     | Skok 1  | Skok 2  | Nota      |
| -- | ----------- | ---- | ----------- | ---------------- | ------- | ------ | ------- | ------- | --------- |
| 1. | 11 sierpnia | 2018 | Courchevel  | Tremplin Le Praz | K-125   | HS-135 | 132,0 m | 129,0 m | 259,9 pkt |

#### Miejsca na podium w konkursachLGP
| Nr  | Dzień       | Rok  | Miejscowość | Skocznia                    | Punkt K | HS     | Skok 1  | Skok 2  | Nota      | Lok. | Strata   | Zwycięzca                |
| --- | ----------- | ---- | ----------- | --------------------------- | ------- | ------ | ------- | ------- | --------- | ---- | -------- | ------------------------ |
| 1.  | 9 września  | 2017 | Czajkowskij | Snieżynka                   | K-120   | HS-132 | 132,0 m | 137,5 m | 261,2 pkt | 2.   | 4,4 pkt  | Anže Lanišek             |
| 2.  | 10 września | 2017 | Czajkowskij | Snieżynka                   | K-95    | HS-102 | 103,0 m | –       | 113,4 pkt | 3.   | 15,8 pkt | Anže Lanišek             |
| 3.  | 4 sierpnia  | 2018 | Einsiedeln  | im. Andreasa Küttela        | K-105   | HS-117 | 113,0 m | 116,5 m | 266,9 pkt | 3.   | 0,4 pkt  | Kamil Stoch i Piotr Żyła |
| 4.  | 11 sierpnia | 2018 | Courchevel  | Tremplin Le Praz            | K-125   | HS-135 | 132,0 m | 129,0 m | 259,9 pkt | 1.   | –        | –                        |
| 5.  | 24 sierpnia | 2018 | Hakuba      | Olimpijska                  | K-120   | HS-131 | 131,0 m | 125,5 m | 261,6 pkt | 2.   | 18,2 pkt | Ryōyū Kobayashi          |
| 6.  | 25 sierpnia | 2018 | Hakuba      | Olimpijska                  | K-120   | HS-131 | 130,5 m | 131,5 m | 271,9 pkt | 2.   | 16,0 pkt | Ryōyū Kobayashi          |
| 7.  | 22 września | 2018 | Râșnov      | Trambulina Valea Cărbunării | K-90    | HS-97  | 95,5 m  | 98,0 m  | 256,8 pkt | 3.   | 13,1 pkt | Karl Geiger              |
| 8.  | 23 września | 2018 | Râșnov      | Trambulina Valea Cărbunării | K-90    | HS-97  | 98,0 m  | 101,5 m | 265,0 pkt | 2.   | 4,4 pkt  | Karl Geiger              |
| 9.  | 21 lipca    | 2019 | Wisła       | im. Adama Małysza           | K-120   | HS-134 | 135,0 m | 124,5 m | 266,8 pkt | 3.   | 11,1 pkt | Timi Zajc                |
| 10. | 11 września | 2021 | Czajkowskij | Snieżynka                   | K-125   | HS-140 | 140,0 m | 129,5 m | 250,2 pkt | 2.   | 3,7 pkt  | Halvor Egner Granerud    |

#### Miejsca w poszczególnych konkursach indywidualnychLGP
| Źródło | Źródło             | Źródło             | Źródło           | Źródło           | Źródło            | Źródło            | Źródło            | Źródło            | Źródło            | Źródło          | Źródło | Źródło | Źródło | Źródło | Źródło | Źródło | Źródło | Źródło | Źródło | Źródło | Źródło | Źródło | Źródło | Źródło | Źródło | Źródło |
| --- | ------------------ | ------------------ | ---------------- | ---------------- | ----------------- | ----------------- | ----------------- | ----------------- | ----------------- | --------------- | ------ | ------ | ------ | ------ | ------ | ------ | ------ | ------ | ------ | ------ | ------ | ------ | ------ | ------ | ------ | ------ |
| 2015 |                    |                    |                  |                  |                   |                   |                   |                   |                   |                 |        |        |        |        |        |        |        |        |        |        |        |        |        |        |        |        |
| Wisła HS134 | Hinterzarten HS108 | Courchevel HS132   | Einsiedeln HS117 | Hakuba HS131     | Hakuba HS131      | Czajkowskij HS106 | Czajkowskij HS140 | Ałmaty HS140      | Ałmaty HS140      | Hinzenbach HS94 | punkty |        |        |        |        |        |        |        |        |        |        |        |        |        |        |        |
| - | -                  | -                  | -                | -                | -                 | 14                | -                 | -                 | -                 | -               | 18     |        |        |        |        |        |        |        |        |        |        |        |        |        |        |        |
| 2016 |                    |                    |                  |                  |                   |                   |                   |                   |                   |                 |        |        |        |        |        |        |        |        |        |        |        |        |        |        |        |        |
| Courchevel HS132                                                                                                  | Wisła HS134        | Hinterzarten HS108 | Einsiedeln HS117 | Hakuba HS131     | Hakuba HS131      | Czajkowskij HS140 | Czajkowskij HS140 | Hinzenbach HS94   | Klingenthal HS140 | punkty          | punkty | punkty | punkty | punkty | punkty | punkty | punkty | punkty |        |        |        |        |        |        |        |        |
| - | -                  | -                  | -                | 24               | 14                | 15                | 28                | q                 | 42                | 44              | 44     | 44     | 44     | 44     | 44     | 44     | 44     | 44     |        |        |        |        |        |        |        |        |
| 2017 |                    |                    |                  |                  |                   |                   |                   |                   |                   |                 |        |        |        |        |        |        |        |        |        |        |        |        |        |        |        |        |
| Wisła HS134 | Hinterzarten HS108 | Courchevel HS132   | Hakuba HS131     | Hakuba HS131     | Czajkowskij HS140 | Czajkowskij HS140 | Hinzenbach HS94   | Klingenthal HS140 | punkty            | punkty          | punkty | punkty | punkty | punkty | punkty | punkty | punkty |        |        |        |        |        |        |        |        |        |
| - | -                  | -                  | 7                | 11               | 2                 | 3                 | 8                 | -                 | 232               | 232             | 232    | 232    | 232    | 232    | 232    | 232    | 232    |        |        |        |        |        |        |        |        |        |
| 2018 |                    |                    |                  |                  |                   |                   |                   |                   |                   |                 |        |        |        |        |        |        |        |        |        |        |        |        |        |        |        |        |
| Wisła HS134 | Hinterzarten HS108 | Einsiedeln HS117   | Courchevel HS135 | Hakuba HS131     | Hakuba HS131      | Râșnov HS97       | Râșnov HS97       | Hinzenbach HS94   | punkty            | punkty          | punkty | punkty | punkty | punkty | punkty | punkty | punkty |        |        |        |        |        |        |        |        |        |
| - | 5                  | 3                  | 1                | 2                | 2                 | 3                 | 2                 | 4                 | 555               | 555             | 555    | 555    | 555    | 555    | 555    | 555    | 555    |        |        |        |        |        |        |        |        |        |
| 2019 |                    |                    |                  |                  |                   |                   |                   |                   |                   |                 |        |        |        |        |        |        |        |        |        |        |        |        |        |        |        |        |
| Wisła HS134 | Hinterzarten HS108 | Courchevel HS135   | Zakopane HS140   | Hakuba HS131     | Hakuba HS131      | Hinzenbach HS94   | Klingenthal HS140 | punkty            | punkty            | punkty          | punkty | punkty | punkty | punkty | punkty | punkty |        |        |        |        |        |        |        |        |        |        |
| 3 | -                  | 5                  | 11               | 30               | 5                 | 13                | 44                | 195               | 195               | 195             | 195    | 195    | 195    | 195    | 195    | 195    |        |        |        |        |        |        |        |        |        |        |
| 2021 |                    |                    |                  |                  |                   |                   |                   |                   |                   |                 |        |        |        |        |        |        |        |        |        |        |        |        |        |        |        |        |
| Wisła HS134 | Wisła HS134        | Courchevel HS135   | Szczuczyńsk HS99 | Szczuczyńsk HS99 | Czajkowskij HS140 | Hinzenbach HS90   | Klingenthal HS140 | punkty            | punkty            | punkty          | punkty | punkty | punkty | punkty | punkty | punkty |        |        |        |        |        |        |        |        |        |        |
| - | -                  | -                  | -                | -                | 2                 | 27                | 36                | 84                | 84                | 84              | 84     | 84     | 84     | 84     | 84     | 84     |        |        |        |        |        |        |        |        |        |        |
| Legenda |                    |                    |                  |                  |                   |                   |                   |                   |                   |                 |        |        |        |        |        |        |        |        |        |        |        |        |        |        |        |        |
| 1 2 3 4-10 11-30 poniżej 30 dq – dyskwalifikacja q – zawodnik nie zakwalifikował się - – zawodnik nie wystartował |                    |                    |                  |                  |                   |                   |                   |                   |                   |                 |        |        |        |        |        |        |        |        |        |        |        |        |        |        |        |        |

#### Miejsca w poszczególnych konkursach drużynowychLGP
| 2018                                | 2018 | 2018 | 2018 | 2018 | 2018 | 2018 | 2018        | Wisła HS134                | Czajkowskij HS140 (mikst) |
| 2018                                | 2018 | 2018 | 2018 | 2018 | 2018 | 2018 | 2018        | -                          | 4                         |
| 2019                                | 2019 | 2019 | 2019 | 2019 | 2019 | 2019 | Wisła HS134 | Hinterzarten HS108 (mikst) | Zakopane HS140            |
| 2019                                | 2019 | 2019 | 2019 | 2019 | 2019 | 2019 | 7           | -                          | 8                         |
| 2021                                | 2021 | 2021 | 2021 | 2021 | 2021 | 2021 | 2021        | 2021                       | Czajkowskij HS140 (mikst) |
| 2021                                | 2021 | 2021 | 2021 | 2021 | 2021 | 2021 | 2021        | 2021                       | 3                         |
| Legenda                             |      |      |      |      |      |      |             |                            |                           |
| 1 2 3 4-8 poniżej 8 - – brak startu |      |      |      |      |      |      |             |                            |                           |

### Puchar Kontynentalny

#### Miejsca w klasyfikacji generalnej
| Sezon     | Miejsce |
| --------- | ------- |
| 2014/2015 | 74.     |
| 2015/2016 | 92.     |
| 2017/2018 | 45.     |

#### Miejsca w poszczególnych konkursachPucharu Kontynentalnego
| Sezon 2014/2015                                                               |                |            |                 |                 |                 |                        |                              |                              |                     |                 |               |               |               |                     |                     |               |                     |                     |                  |                     |                     |                   |                 |                 |                   |                   |                   |        |        |        |        |        |        |        |        |        |        |        |        |        |        |        |        |        |        |        |        |        |        |        |        |        |        |        |        |        |        |        |        |        |        |        |        |        |        |        |
| Rena                                                                          | Rena           | Rena       | Engelberg       | Engelberg       | Wisła           | Wisła                  | Sapporo                      | Sapporo                      | Sapporo             | Planica         | Planica       | Zakopane      | Zakopane      | Brotterode          | Lahti               | Lahti         | Iron Mountain       | Iron Mountain       | Titisee-Neustadt | Titisee-Neustadt    | Titisee-Neustadt    | Seefeld           | Seefeld         | Niżny Tagił     | Niżny Tagił       | punkty            | punkty            | punkty | punkty | punkty | punkty | punkty | punkty | punkty | punkty | punkty | punkty | punkty | punkty | punkty | punkty | punkty | punkty | punkty | punkty | punkty | punkty | punkty | punkty | punkty | punkty | punkty | punkty | punkty | punkty | punkty | punkty | punkty | punkty | punkty | punkty | punkty | punkty | punkty | punkty |        |
| -                                                                             | -              | -          | -               | -               | -               | -                      | -                            | -                            | -                   | -               | -             | -             | -             | -                   | -                   | -             | -                   | -                   | -                | -                   | -                   | -                 | -               | 4               | dq                | 50                | 50                | 50     | 50     | 50     | 50     | 50     | 50     | 50     | 50     | 50     | 50     | 50     | 50     | 50     | 50     | 50     | 50     | 50     | 50     | 50     | 50     | 50     | 50     | 50     | 50     | 50     | 50     | 50     | 50     | 50     | 50     | 50     | 50     | 50     | 50     | 50     | 50     | 50     | 50     |        |
| Sezon 2015/2016                                                               |                |            |                 |                 |                 |                        |                              |                              |                     |                 |               |               |               |                     |                     |               |                     |                     |                  |                     |                     |                   |                 |                 |                   |                   |                   |        |        |        |        |        |        |        |        |        |        |        |        |        |        |        |        |        |        |        |        |        |        |        |        |        |        |        |        |        |        |        |        |        |        |        |        |        |        |        |
| Rena HS111                                                                    | Rena HS111     | Rena HS139 | Rovaniemi HS100 | Rovaniemi HS100 | Engelberg HS137 | Engelberg HS137        | Garmisch-Partenkirchen HS140 | Garmisch-Partenkirchen HS140 | Willingen HS145     | Willingen HS145 | Sapporo HS100 | Sapporo HS134 | Sapporo HS134 | Bischofshofen HS140 | Bischofshofen HS140 | Planica HS139 | Planica HS139       | Zakopane HS134      | Zakopane HS134   | Iron Mountain HS133 | Iron Mountain HS133 | Brotterode HS117  | Vikersund HS117 | Vikersund HS117 | Czajkowskij HS140 | Czajkowskij HS140 | punkty            | punkty | punkty | punkty | punkty | punkty | punkty | punkty | punkty | punkty | punkty | punkty | punkty | punkty | punkty | punkty | punkty | punkty | punkty | punkty | punkty | punkty | punkty | punkty | punkty | punkty | punkty | punkty | punkty | punkty | punkty | punkty | punkty | punkty | punkty | punkty | punkty | punkty | punkty | punkty |
| -                                                                             | -              | -          | -               | -               | -               | -                      | -                            | -                            | -                   | -               | -             | -             | -             | -                   | -                   | -             | -                   | -                   | -                | -                   | -                   | -                 | -               | -               | 15                | 26                | 21                | 21     | 21     | 21     | 21     | 21     | 21     | 21     | 21     | 21     | 21     | 21     | 21     | 21     | 21     | 21     | 21     | 21     | 21     | 21     | 21     | 21     | 21     | 21     | 21     | 21     | 21     | 21     | 21     | 21     | 21     | 21     | 21     | 21     | 21     | 21     | 21     | 21     | 21     | 21     |
| Sezon 2017/2018                                                               |                |            |                 |                 |                 |                        |                              |                              |                     |                 |               |               |               |                     |                     |               |                     |                     |                  |                     |                     |                   |                 |                 |                   |                   |                   |        |        |        |        |        |        |        |        |        |        |        |        |        |        |        |        |        |        |        |        |        |        |        |        |        |        |        |        |        |        |        |        |        |        |        |        |        |        |        |
| Whistler HS104                                                                | Whistler HS104 | Ruka HS142 | Ruka HS142      | Engelberg HS140 | Engelberg HS140 | Titisee-Neustadt HS142 | Titisee-Neustadt HS142       | Bischofshofen HS140          | Bischofshofen HS140 | Erzurum HS140   | Erzurum HS140 | Sapporo HS100 | Sapporo HS137 | Sapporo HS137       | Planica HS138       | Planica HS138 | Iron Mountain HS133 | Iron Mountain HS133 | Brotterode HS117 | Brotterode HS117    | Klingenthal HS140   | Klingenthal HS140 | Rena HS139      | Rena HS139      | Zakopane HS140    | Zakopane HS140    | Czajkowskij HS140 | punkty |        |        |        |        |        |        |        |        |        |        |        |        |        |        |        |        |        |        |        |        |        |        |        |        |        |        |        |        |        |        |        |        |        |        |        |        |        |        |
| -                                                                             | -              | -          | -               | -               | -               | -                      | -                            | -                            | -                   | -               | -             | 15            | 2             | 8                   | -                   | -             | -                   | -                   | -                | -                   | -                   | -                 | -               | -               | -                 | -                 | -                 | 128    |        |        |        |        |        |        |        |        |        |        |        |        |        |        |        |        |        |        |        |        |        |        |        |        |        |        |        |        |        |        |        |        |        |        |        |        |        |        |
| Legenda                                                                       |                |            |                 |                 |                 |                        |                              |                              |                     |                 |               |               |               |                     |                     |               |                     |                     |                  |                     |                     |                   |                 |                 |                   |                   |                   |        |        |        |        |        |        |        |        |        |        |        |        |        |        |        |        |        |        |        |        |        |        |        |        |        |        |        |        |        |        |        |        |        |        |        |        |        |        |        |
| 1 2 3 4-10 11-30 poniżej 30 dq – dyskwalifikacja - – zawodnik nie wystartował |                |            |                 |                 |                 |                        |                              |                              |                     |                 |               |               |               |                     |                     |               |                     |                     |                  |                     |                     |                   |                 |                 |                   |                   |                   |        |        |        |        |        |        |        |        |        |        |        |        |        |        |        |        |        |        |        |        |        |        |        |        |        |        |        |        |        |        |        |        |        |        |        |        |        |        |        |

### Letni Puchar Kontynentalny

#### Miejsca w klasyfikacji generalnej
| Sezon | Miejsce |
| ----- | ------- |
| 2018  | 17.     |
| 2019  | 21.     |

#### Zwycięstwa w konkursach Letniego Pucharu Kontynentalnego
| Nr | Dzień   | Rok  | Miejscowość | Skocznia | Punkt K | HS     | Skok 1  | Skok 2  | Nota      |
| -- | ------- | ---- | ----------- | -------- | ------- | ------ | ------- | ------- | --------- |
| 1. | 5 lipca | 2019 | Kranj       | Bauhenk  | K-100   | HS-109 | 105,0 m | 105,0 m | 294,4 pkt |
| 2. | 6 lipca | 2019 | Kranj       | Bauhenk  | K-100   | HS-109 | 112,0 m | 116,0 m | 391,0 pkt |

#### Miejsca na podium w konkursach Letniego Pucharu Kontynentalnego
| Nr | Dzień   | Rok  | Miejscowość | Skocznia | Punkt K | HS     | Skok 1  | Skok 2  | Nota      | Lok. | Strata  | Zwycięzca     |
| -- | ------- | ---- | ----------- | -------- | ------- | ------ | ------- | ------- | --------- | ---- | ------- | ------------- |
| 1. | 7 lipca | 2018 | Kranj       | Bauhenk  | K-100   | HS-109 | 107,5 m | 104,5 m | 275,5 pkt | 2.   | 2,1 pkt | Killian Peier |
| 2. | 8 lipca | 2018 | Kranj       | Bauhenk  | K-100   | HS-109 | 109,5 m | 107,0 m | 245,7 pkt | 2.   | 8,9 pkt | Killian Peier |
| 3. | 5 lipca | 2019 | Kranj       | Bauhenk  | K-100   | HS-109 | 105,0 m | 105,0 m | 294,4 pkt | 1.   | –       | –             |
| 4. | 6 lipca | 2019 | Kranj       | Bauhenk  | K-100   | HS-109 | 112,0 m | 116,0 m | 391,0 pkt | 1.   | –       | –             |

#### Miejsca w poszczególnych konkursachLetniego Pucharu Kontynentalnego
| Źródło                                                                        | Źródło | Źródło      | Źródło      | Źródło                 | Źródło | Źródło                 | Źródło                 | Źródło | Źródło   | Źródło      | Źródło      | Źródło      | Źródło      | Źródło      | Źródło      | Źródło | Źródło | Źródło | Źródło | Źródło | Źródło | Źródło | Źródło | Źródło | Źródło | Źródło |
| ----------------------------------------------------------------------------- | ------ | ----------- | ----------- | ---------------------- | ------ | ---------------------- | ---------------------- | ------ | -------- | ----------- | ----------- | ----------- | ----------- | ----------- | ----------- | ------ | ------ | ------ | ------ | ------ | ------ | ------ | ------ | ------ | ------ | ------ |
| 2015                                                                          |        |             |             |                        |        |                        |                        |        |          |             |             |             |             |             |             |        |        |        |        |        |        |        |        |        |        |        |
| Kranj                                                                         | Kranj  | Wisła       | Wisła       | Kuopio                 | Kuopio | Frenštát pod Radhoštěm | Frenštát pod Radhoštěm | Stams  | Stams    | Oslo        | Oslo        | Klingenthal | Klingenthal | punkty      | punkty      | punkty | punkty | punkty | punkty | punkty | punkty | punkty |        |        |        |        |
| -                                                                             | -      | -           | -           | -                      | -      | -                      | -                      | 33     | 36       | -           | -           | -           | -           | 0           | 0           | 0      | 0      | 0      | 0      | 0      | 0      | 0      |        |        |        |        |
| 2018                                                                          |        |             |             |                        |        |                        |                        |        |          |             |             |             |             |             |             |        |        |        |        |        |        |        |        |        |        |        |
| Kranj                                                                         | Kranj  | Szczyrk     | Wisła       | Frenštát pod Radhoštěm | Stams  | Stams                  | Oslo                   | Oslo   | Zakopane | Zakopane    | Klingenthal | Klingenthal | punkty      | punkty      | punkty      | punkty | punkty | punkty | punkty | punkty | punkty |        |        |        |        |        |
| 2                                                                             | 2      | -           | -           | -                      | -      | -                      | -                      | -      | -        | -           | -           | -           | 160         | 160         | 160         | 160    | 160    | 160    | 160    | 160    | 160    |        |        |        |        |        |
| 2019                                                                          |        |             |             |                        |        |                        |                        |        |          |             |             |             |             |             |             |        |        |        |        |        |        |        |        |        |        |        |
| Kranj                                                                         | Kranj  | Szczuczyńsk | Szczuczyńsk | Wisła                  | Wisła  | Frenštát pod Radhoštěm | Frenštát pod Radhoštěm | Râșnov | Râșnov   | Lillehammer | Lillehammer | Stams       | Stams       | Klingenthal | Klingenthal | punkty |        |        |        |        |        |        |        |        |        |        |
| 1                                                                             | 1      | -           | -           | -                      | -      | -                      | -                      | -      | -        | -           | -           | -           | -           | -           | -           | 200    |        |        |        |        |        |        |        |        |        |        |
| Legenda                                                                       |        |             |             |                        |        |                        |                        |        |          |             |             |             |             |             |             |        |        |        |        |        |        |        |        |        |        |        |
| 1 2 3 4-10 11-30 poniżej 30 dq – dyskwalifikacja - − zawodnik nie wystartował |        |             |             |                        |        |                        |                        |        |          |             |             |             |             |             |             |        |        |        |        |        |        |        |        |        |        |        |

### FIS Cup

#### Miejsca w klasyfikacji generalnej
| Sezon     | Miejsce |
| --------- | ------- |
| 2014/2015 | 31.     |

#### Zwycięstwa w konkursach indywidualnychFIS Cupchronologicznie
| Nr | Dzień     | Rok  | Miejscowość  | Skocznia        | Punkt K | HS     | Skok 1  | Skok 2  | Nota      |
| -- | --------- | ---- | ------------ | --------------- | ------- | ------ | ------- | ------- | --------- |
| 1. | 22 lutego | 2015 | Hinterzarten | Rothaus-Schanze | K-95    | HS-108 | 105,0 m | 107,5 m | 277,0 pkt |

#### Miejsca na podium w konkursach indywidualnych FIS Cup chronologicznie
| Nr | Dzień     | Rok  | Miejscowość  | Skocznia        | Punkt K | HS     | Skok 1  | Skok 2  | Nota      | Lok. | Strata  | Zwycięzca       |
| -- | --------- | ---- | ------------ | --------------- | ------- | ------ | ------- | ------- | --------- | ---- | ------- | --------------- |
| 1. | 21 lutego | 2015 | Hinterzarten | Rothaus-Schanze | K-95    | HS-108 | 101,0 m | 104,0 m | 258,5 pkt | 3.   | 8,0 pkt | Andrzej Stękała |
| 2. | 22 lutego | 2015 | Hinterzarten | Rothaus-Schanze | K-95    | HS-108 | 105,0 m | 107,5 m | 277,0 pkt | 1.   | –       | –               |

#### Miejsca w poszczególnych konkursachFIS Cup
| Źródło                                                                        | Źródło  | Źródło       | Źródło       | Źródło | Źródło | Źródło     | Źródło     | Źródło  | Źródło  | Źródło  | Źródło  | Źródło | Źródło | Źródło   | Źródło   | Źródło              | Źródło   | Źródło   | Źródło | Źródło | Źródło      | Źródło      | Źródło      | Źródło       | Źródło       | Źródło | Źródło | Źródło | Źródło | Źródło | Źródło | Źródło | Źródło | Źródło | Źródło | Źródło | Źródło | Źródło | Źródło |
| ----------------------------------------------------------------------------- | ------- | ------------ | ------------ | ------ | ------ | ---------- | ---------- | ------- | ------- | ------- | ------- | ------ | ------ | -------- | -------- | ------------------- | -------- | -------- | ------ | ------ | ----------- | ----------- | ----------- | ------------ | ------------ | ------ | ------ | ------ | ------ | ------ | ------ | ------ | ------ | ------ | ------ | ------ | ------ | ------ | ------ |
| Sezon 2014/2015                                                               |         |              |              |        |        |            |            |         |         |         |         |        |        |          |          |                     |          |          |        |        |             |             |             |              |              |        |        |        |        |        |        |        |        |        |        |        |        |        |        |
| Villach                                                                       | Villach | Hinterzarten | Hinterzarten | Kuopio | Kuopio | Einsiedeln | Einsiedeln | Planica | Planica | Szczyrk | Szczyrk | Râșnov | Râșnov | Notodden | Notodden | Szczyrbskie Jezioro | Zakopane | Zakopane | Kranj  | Kranj  | Brattleboro | Brattleboro | Lake Placid | Hinterzarten | Hinterzarten | punkty |        |        |        |        |        |        |        |        |        |        |        |        |        |
| -                                                                             | -       | -            | -            | -      | -      | -          | -          | -       | -       | -       | -       | -      | -      | -        | -        | -                   | -        | -        | -      | -      | -           | -           | -           | 3            | 1            | 160    |        |        |        |        |        |        |        |        |        |        |        |        |        |
| Legenda                                                                       |         |              |              |        |        |            |            |         |         |         |         |        |        |          |          |                     |          |          |        |        |             |             |             |              |              |        |        |        |        |        |        |        |        |        |        |        |        |        |        |
| 1 2 3 4-10 11-30 poniżej 30 dq – dyskwalifikacja - − zawodnik nie wystartował |         |              |              |        |        |            |            |         |         |         |         |        |        |          |          |                     |          |          |        |        |             |             |             |              |              |        |        |        |        |        |        |        |        |        |        |        |        |        |        |